# Edílson Mendes Guimarães
Edílson Mendes Guimarães, genannt Edílson, (* 27. Juli 1986 in Nova Esperança, PR) ist ein ehemaliger brasilianischer Fußballspieler. Der Rechtsfüßer wurde als rechter oder linker Abwehrspieler eingesetzt.

## Karriere

### Verein
Edílson startete seine Laufbahn in der Jugendmannschaft des Avaí FC. Über eine Zwischenstation beim EC Vitória kam er 2005 zu Atlético Mineiro. Mit dem Klub bestritt er sein erstes Spiel in der obersten brasilianischen Spielklasse. Am 5. Oktober 2005 wurde er im Spiel gegen Paraná Clube in der 74. Minute für George Lucas eingewechselt. Bereits am nächsten Spieltag erzielte Edílson seinen ersten Treffer in der Liga. Im Auswärtsspiel bei Flamengo Rio de Janeiro am 12. Oktober traf er in der 76. Minute zum 1:2-Entstand.
Am Ende der Saison ging Edílson wieder für zwei Jahre zu Avaí. Nachdem er 2008 bei verschiedenen Klubs angestellt war, bekam bei Edílson ab 2009 AA Ponte Preta einen Vertrag. Mit diesem spielte er in der Staatsmeisterschaft von São Paulo und der Série B. Der Start bei dem Klub war mit Problemen überschattet. Anfang Mai des Jahres erschien er mit zwei Mannschaftskollegen betrunken zum Training. 2010 startete Edílson noch mit Ponte Preta in der Staatsmeisterschaft, wechselte aber im Februar zum Série A Klub Grêmio FBPA.
Zum Gewinn der Staatsmeisterschaft von Rio Grande do Sul durch Grêmio steuerte er in zehn Spielen ein Tor bei. Mit Grêmio bestritt Edílson sein erstes Spiel auf internationaler Klubebene. In der Copa Sudamericana 2010 gab er am 5. August 2010 sein Debüt im Spiel gegen den Goiás EC. Nachdem Edílson 2011 zunächst noch ein Spiel für Grêmio im Ligawettbewerb bestritten hatte, wurde er für den Rest der Série A 2011 an den Ligakonkurrenten Athletico Paranaense ausgeliehen. Nachdem er 2012 wieder für Grêmio gespielt hatte, nahm ihn Anfang 2013 der Botafogo FR aus Rio de Janeiro unter Vertrag. Mit dem Klub konnte er in dem Jahr die Staatsmeisterschaft gewinnen.
Am Ende der Série A 2014 musste Botafogo als Tabellenneunzehnter in die Série B absteigen. Aufgrund von Meinungsunterschieden mit der Klubleitung von Botafogo, wechselte Edílson zu SC Corinthians und blieb dadurch in der Série A. Am Ende der Série A 2015 konnte er mit der Mannschaft den Gewinn der Meisterschaft feiern. In das Jahr 2016 startete Edílson mit Corinthians in der Staatsmeisterschaft und der Copa Libertadores 2016. Zum Start der Série A 2016 wechselte er wieder zu Grêmio. Der Vertrag hat eine Laufzeit über drei Jahre.
Am 29. Dezember 2017 wurde der Wechsel von Edílson zum Cruzeiro EC nach Belo Horizonte bekannt. Der Kontrakt erhielt eine Laufzeit über drei Jahre. Mit dem Klub konnte er 2018 den Copa do Brasil gewinnen. Anfang Juni 2020 kündigte Cruzeiro den Vertrag mit Edílson vorzeitig.
Ende August kündigte der Goiás EC die Einstellung von Edílson an. Der Vertrag erhielt eine Laufzeit bis zum Ende der Série A 2020 im Februar 2021. Obwohl Edílson sich sofort als Stammspieler etablierte, verließ er den Klub vorzeitig im November nach zehn Spieltagen wieder. Er ging zurück zum Avaí FC, bei welchem er ausgebildet wurde und seinen ersten Profiauftritt hatte. Mit diesem sollte er eine Liga tiefer in der Série B 2020 antreten. Im Mai 2021 gewann er mit dem Klub die Staatsmeisterschaft von Santa Catarina. Am Ende der Série B 2021 konnte Edílson mit dem Klub als Tabellenvierter die Rückkehr in die Série A feiern. Dabei bestritt er 28 von 38 möglichen Spielen (ein Tor). Danach endete sein Kontrakt mit Avaí.
Im März 2022 gab Grêmio bekannt, Edílson erneut bis zum Ende der Série B 2022 im November des Jahres verpflichtet zu haben. In der Meisterschaft erreichte der Klub den zweiten Platz und damit den direkten Wiederaufstieg nach dem Abstieg aus der Série A 2021. Edílson trat dabei in 14 Spielen an, wobei er zwölf Mal in der Startelf stand.

### Nationalmannschaft
2004 wurde Edílson in den Kader der U-20-Mannschaft für die Teilnahme an den Milk Cup berufen. Er nahm an der Reise aber nicht teil.

## Erfolge
Grêmio FBPA
- Staatsmeisterschaft von Rio Grande do Sul: 2010, 2022
- Copa do Brasil: 2016
- Copa Libertadores: 2017

Botafogo
- Taça Guanabara: 2013
- Taça Rio: 2013
- Staatsmeisterschaft von Rio de Janeiro: 2013

Corinthians
- Campeonato Brasileiro de Futebol: 2015

Cruzeiro
- Staatsmeisterschaft von Minas Gerais: 2018, 2019
- Copa do Brasil: 2018

Avaí
- Staatsmeisterschaft von Santa Catarina: 2021